# Aşağıserinyer
Aşağıserinyer ist ein fast oder völlig verlassenes kurdisches Dorf im Landkreis Kiğı der türkischen Provinz Bingöl. Die Ansiedlung liegt direkt nördlich der Özlüce-Stausees, oberhalb der parallel zum Stausee verlaufenden Straße und unterhalb von der Schwestersiedlung Yukarıserinyer.
Im Jahre 1967 hatte die Ortschaft 175 Einwohner. 2009 wurde das Dorf in den Statistiken nicht geführt. Im selben Jahr wurden staatlicherseits zwei Wohneinheiten errichtet.
Der kurdische Name existiert in verschiedenen Varianten. Die Variante Aşağıgajik ist im Grundbuch verzeichnet. Der Ort wird auch Gajik'a Jerin oder Xajixa Jerin genannt.